# Liste der Monuments historiques in Corsaint
Die Liste der Monuments historiques in Corsaint führt die Monuments historiques in der französischen Gemeinde Corsaint auf.

## Liste der Immobilien
| Bezeichnung                          | Beschreibung                                | Standort                     | Kennzeichnung | Schutzstatus | Datum | Bild           |
| ------------------------------------ | ------------------------------------------- | ---------------------------- | ------------- | ------------ | ----- | -------------- |
| Grenzstein Jean Thomas               | aus der zweiten Hälfte des 15. Jahrhunderts | südwestlich des Ortes (Lage) | PA00112231    | Classé       | 1944  |                |
| Grenzstein an der Voie des Allemands | aus der zweiten Hälfte des 15. Jahrhunderts | westlich des Ortes (Lage)    | PA00112232    | Classé       | 1944  |                |
| Wegekreuz                            | Stein, 16. Jahrhundert                      | Rue du 19 Mars 1962 (Lage)   | PA00112233    | Inscrit      | 1940  | weitere Bilder |

## Liste der Objekte
| Bezeichnung                                                       | Beschreibung                                                                              | Standort                        | Kennzeichnung | Schutzstatus | Datum | Bild |
| ----------------------------------------------------------------- | ----------------------------------------------------------------------------------------- | ------------------------------- | ------------- | ------------ | ----- | ---- |
| Skulpturengruppe: Madonna mit Kind, Heiliger Antonius und weitere | mehrseitige Skulptur; Kalkstein, zweite Hälfte des 15. Jahrhunderts                       | in der Kirche St-Maurice (Lage) | PM21000671    | Classé       | 1929  |      |
| Skulptur Madonna mit Kind                                         | Kalkstein, 15. Jahrhundert                                                                | in der Kirche St-Maurice (Lage) | PM21000672    | Classé       | 1967  |      |
| Skulptur Heiliger Antonius                                        | Kalkstein, 15. Jahrhundert                                                                | in der Kirche St-Maurice (Lage) | PM21000673    | Classé       | 1967  |      |
| Tabernakelaufhängung                                              | Holz, farbig gefasst und vergoldet, 18. Jahrhundert                                       | in der Kirche St-Maurice (Lage) | PM21000674    | Classé       | 1972  |      |
| Gemälde Urteil des Salomon                                        | Ölfarbe auf Leinwand, 17. Jahrhundert, möglicherweise aus dem Umfeld von Philippe Quantin | in der Kirche St-Maurice (Lage) | PM21002969    | Classé       | 1995  |      |